# Pic d’Arcalis
Pic d’Arcalis – szczyt górski w Pirenejach Wschodnich. Administracyjnie położony jest w Andorze, w parafii Ordino. Wznosi się na wysokość 2776 m n.p.m.
Na zachód od Pic d’Arcalis usytuowany jest szczyt Pic de Catavardis (2805 m n.p.m.), natomiast na wschodzie położony jest Pic de l’Hortell (2562 m n.p.m.). Na południe od szczytu rozciąga się dolina potoku Riu d’Angonella.